# Собраделу-да-Гома
Собраделу-да-Гома (порт. Sobradelo da Goma; МФА: [su.bɾɐ.ˈde.ɫu dɐ ˈgo.mɐ]) — парафія в Португалії, у муніципалітеті Повуа-де-Ланьозу. Розташована в північно-західній частині країни, на теренах історичної португальської провінції Дору-Міню. Входить до складу округу Брага. За адміністративним поділом, чинним до 1976 року, терени парафії були складовою провінції Міню. Належить до Бразької архідіоцезії Католицької церкви. Патрон — Діва Марія. Площа — 10,1192 км². Населення — 794 ос. (2011). Слабо урбанізований регіон. Густота населення — 78,46 осіб/км²
. Код — 030925.

## Населення
| Кількість мешканців | Кількість мешканців | Кількість мешканців | Кількість мешканців | Кількість мешканців | Кількість мешканців | Кількість мешканців | Кількість мешканців | Кількість мешканців | Кількість мешканців | Кількість мешканців | Кількість мешканців | Кількість мешканців | Кількість мешканців | Кількість мешканців |
| ------------------- | ------------------- | ------------------- | ------------------- | ------------------- | ------------------- | ------------------- | ------------------- | ------------------- | ------------------- | ------------------- | ------------------- | ------------------- | ------------------- | ------------------- |
| 1864                | 1878                | 1890                | 1900                | 1911                | 1920                | 1930                | 1940                | 1950                | 1960                | 1970                | 1981                | 1991                | 2001                | 2011                |
| 1 050               | 934                 | 979                 | 1 029               | 1 205               | 1 203               | 1 239               | 1 413               | 1 351               | 1 381               | 1 581               | 1 469               | 1 115               | 1 105               | 794                 |